# Wdiff
wdiff je v informatice nástroj, který se používá pro zjištění rozdílů mezi dvěma textovými soubory. Na rozdíl od příkazu diff zvýrazňuje slova nebo posloupnosti slov, kterými se dva soubory liší. To je užitečné pro porovnávání textů, kde bylo změněno jen několik slov a odstavce byly přeformátovány.

Slovo je skupina nemezerových znaků, ohraničená mezerami znaky, které mezerami jsou.
Program označuje odstraněná slova podtržením a přidaná slova polotučně. wdiff je svobodný nástroj publikovaný pod licencí GNU GPL.

## Princip práce
wdiff funguje jako nadstavba (anglicky wrapper) programu diff – rozdělí obsah každého z porovnávaných souborů na řádky – jedno slovo na řádek – výsledné soubory nechá porovnat programem diff, jeho výstup sestaví a zformátuje tak, aby byl čitelný pro člověka. Způsob zvýraznění však lze měnit; například
wdiff -w $'\033[30;41m' -x $'\033[0m' -y $'\033[30;42m' -z $'\033[0m' soubor1 soubor2
používá ANSI escape kódy pro zobrazení odstraněných slov červeně a přidaných zeleně.